# M'Ramer
M'Ramer  (in arabo امرامر‎?) è un centro abitato e comune rurale del Marocco situato nella provincia di Essaouira, regione di Marrakech-Safi. Conta una popolazione di 7 587 abitanti (censimento 2014).